# Álvaro Pacull
Álvaro Cristián Sun Pacull Lira (Santiago, 11 de noviembre de 1961) es un dramaturgo, gestor cultural y actor chileno de cine, teatro y televisión.
Hijo del destacado periodista Juan Emilio Pacull Torchia y de Eliana Lira, se tituló en la Escuela de Teatro de la Pontificia Universidad Católica de Chile, Licenciado en Estética en la misma casa de estudios, tiene un Magíster en Comunicación Aplicada, Mención Creatividad e Innovación de la Universidad del Desarrollo y un Doctorado en Filología Hispánica de la Universidad de Alcalá, España.
En 1991 fundó la compañía Teatro Aparte junto con los actores Magdalena Max-Neef, Elena Muñoz, Gabriel Prieto y Rodrigo Bastidas, aunque la abandonó tiempo después.
En televisión ha participado en diversos roles, principalmente secundarios y participaciones especiales en teleseries de varios canales de la televisión chilena destacando en Bellas y audaces de TVN y Matilde dedos verdes de Canal 13. Ha participado en diversas series de televisión como 12 días que estremecieron Chile y Mary & Mike, ambas de CHV.
En 2014 publicó el libro “Liderar y Comunicar con Sentido: un manual de autoayuda para surfear nuestro tragicómico vivir ”.
Actualmente es profesor en la Universidad del Desarrollo, y miembro del Consejo Nacional de Acreditación.

## Filmografía

### Cine
| Películas | Películas             | Películas  | Películas          |
| Año       | Película              | Rol        | Director           |
| --------- | --------------------- | ---------- | ------------------ |
| 2008      | Lokas                 | Supervisor | Gonzalo Justiniano |
| 2015      | El Vuelo del Manutara |            | Elías Llanos       |

### Telenovelas
| Teleseries | Teleseries               | Teleseries             | Teleseries | Teleseries     |
| Año        | Teleserie                | Personaje              | Canal      | Rol            |
| ---------- | ------------------------ | ---------------------- | ---------- | -------------- |
| 1987       | Mi nombre es Lara        | Alejandro Rennon       | TVN        | Secundario     |
| 1988       | Bellas y audaces         | Pablo Cabral           | TVN        | Co-protagónico |
| 1988       | Matilde dedos verdes     | Anselmo San Martín     | Canal 13   | Co-protagónico |
| 1989       | Bravo                    | Rudy                   | Canal 13   | Secundario     |
| 1991       | Villa Nápoli             | Nelson Trigal          | Canal 13   | Secundario     |
| 1992       | Fácil de amar            | Pablo                  | Canal 13   | Bolo           |
| 2006       | Amor en tiempo récord    | Esteban Olea           | TVN        | Bolo           |
| 2006       | Disparejas               | Alberto Casanova       | TVN        | Bolo           |
| 2007       | Alguien te mira          | Carlos González        | TVN        | Bolo           |
| 2015       | La Poseída               | Senador Edgardo Vicuña | TVN        | Bolo           |
| 2017       | La Colombiana            | Dr. Facundo Díaz       | TVN        | Bolo           |
| 2018       | Perdona Nuestros Pecados | Juez Fernando Zapata   | Mega       | Bolo           |
| 2018       | Pacto de sangre          | Sostenedor de colegio  | Canal 13   | Bolo           |
| 2019       | Río Oscuro               | Gral. Manuel Molina    | Canal 13   | Bolo           |

### Series y unitarios
| Serie de televisión | Serie de televisión             | Serie de televisión        | Serie de televisión |
| Año                 | Serie                           | Rol                        | Canal               |
| ------------------- | ------------------------------- | -------------------------- | ------------------- |
| 1990                | Crónica de un hombre santo      | Padre Álvaro Lavín (joven) | Canal 13            |
| 2005                | Heredia y asociados             |                            | Canal 13            |
| 2011                | Divino tesoro                   | Tío de Ornella             | CHV                 |
| 2014                | Sudamerican Rockers             |                            | CHV                 |
| 2017                | 12 Días Que Estremecieron Chile | Rafael                     | CHV                 |
| 2018                | Mary & Mike                     | Gerardo Ariztía            | CHV                 |

### Obras de teatro
(Lista no completa)
- 1991: ¿Quién me escondió los zapatos negros?
- 2013: Ex maridos se venden
- 2013: Más allá de toda duda razonable
- 2014: Sueño de unos Reyes
- 2015: Estamos bien aquí abajo los 5
- 2018: Cómo ser un marido infiel y no morir en el intento

2019 Un Dios Salvaje
- Un Enemigo
- Extramuros
- Tristán e Isolda
- La muerte de un vendedor viajero